# パチスロ

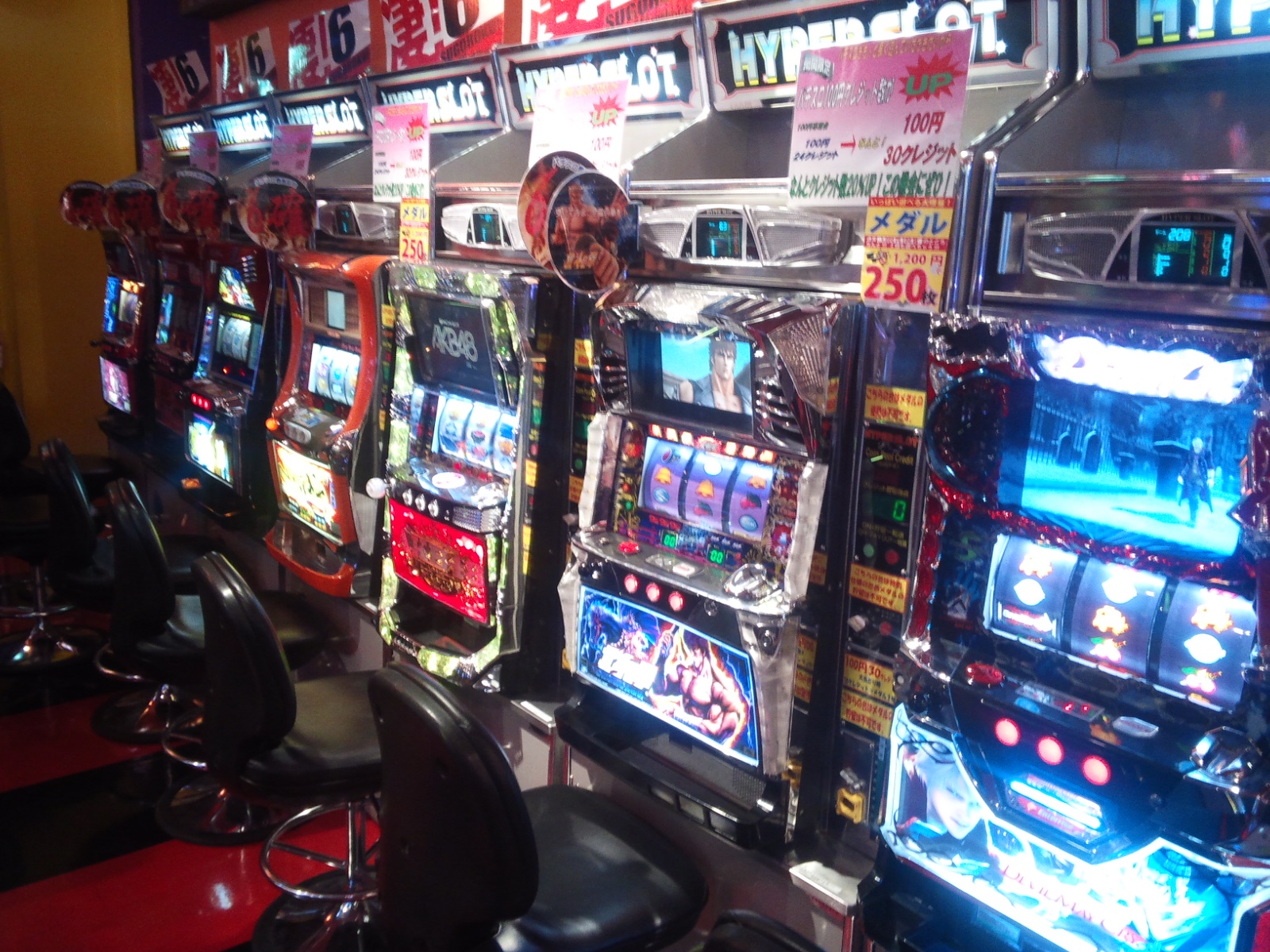
ゲームセンター（第5号営業）向けのパチスロ機が並ぶその店内

パチスロとは、日本の「風俗営業等の規制及び業務の適正化等に関する法律」の適用を受ける第4号営業店（パチンコ店等）に設置されるスロットマシンに似た遊技機のことである。「パチンコ型スロットマシン」の略称。法律上は「回胴式遊技機」と称するが、業界としての正式名称は「オリンピアマシン」とすることが1981年4月に決定しているが、1986年以降は使用されていない。第4号営業店で稼働するパチスロは、保安通信協会（保通協）によって行われる型式試験に適合している必要がある。
カジノで稼働するスロットマシンは、回転するリールが自動的に停止するのに対し、パチスロでは基本的には遊技者がストップボタンでリールを停止させる。これは、パチンコと同様に、遊技結果に対する遊技者による技術介入を求める法的要件を満たすためである。
当初のパチスロ機は、カジノ向けに生産されていた「アップライト型」のスロットマシンの筐体を流用していたが、既存の第7号営業（のちの第4号営業）店舗に導入する際の利便性のために、パチンコ台を設置する枠にそのまま設置できる筐体が開発された。

## 概要

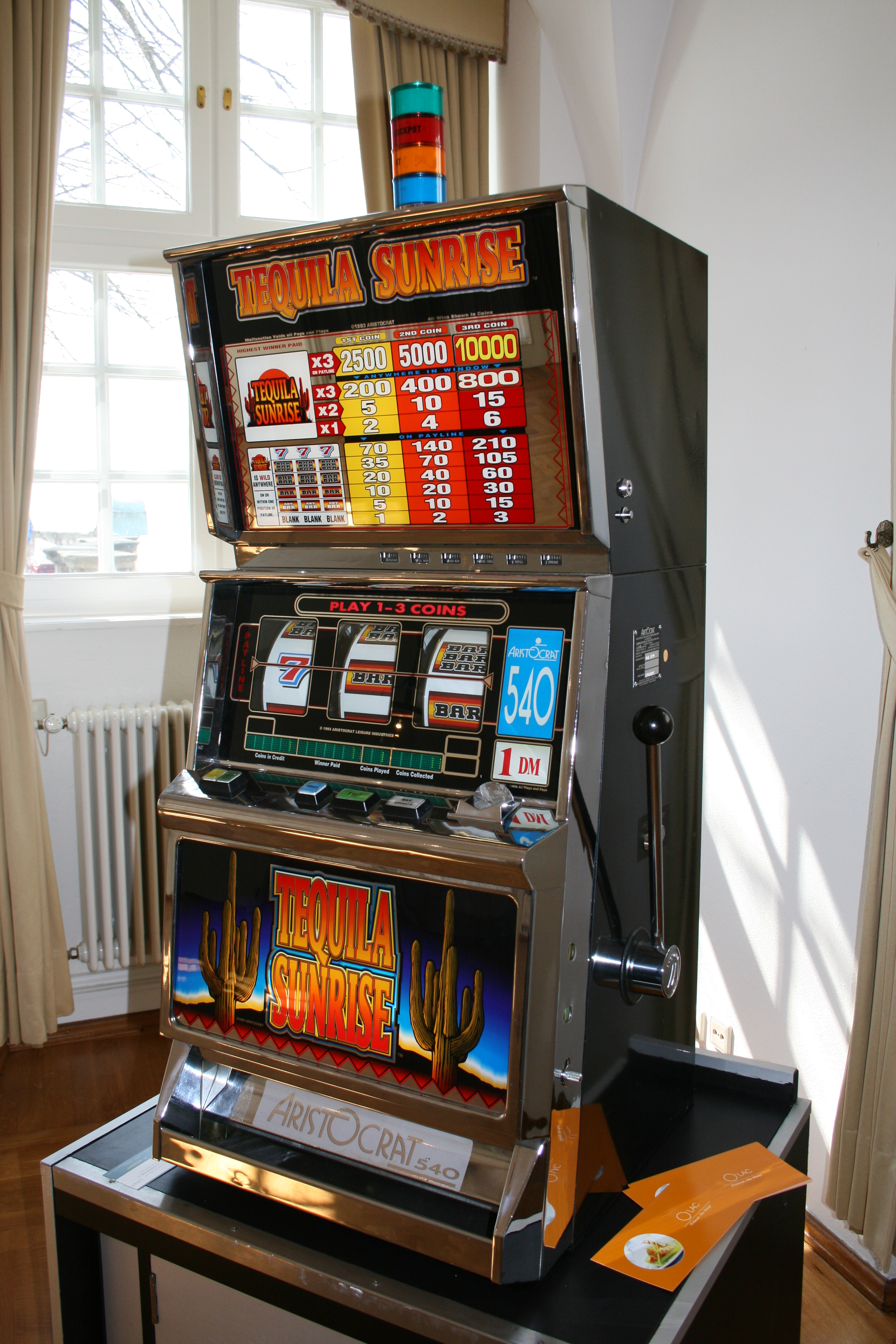
スロットマシン『Tequila Sunrise』
Aristocrat社（オーストラリア）

パチスロは、スロットマシンをパチンコ台の空間に入るよう製造されたもの（ただし0号機の時代はその限りではなく、筐体はそのまま外国のスロットマシンと同じものだった）。そのため当初からパチンコを設置している店の一角にパチスロのコーナーが設けられていて、賞品との交換方法もパチンコの方式を準用しているところがほとんどである（同一事業者がパチンコ専門店、パチスロ専門店を隣接して法的には別店舗として営業を行っている場合もある）。
また、2012年以前はパチンコとパチスロの交換率が異なったり、極端な場合では同一店内のパチスロでも機種やコーナー、イベント内容によって交換率が異なるということも見受けられた。現在では一物一価の徹底が求められ、イベント自体も規制された影響もあり、パチスロコーナー間での交換率が異なるという営業はほぼ見られなくなっている。（徹底されていない地域では低貸しコーナーと20円貸しコーナーでの交換率に差がある場合もある）
遊技に使用するメダルの借り賃は1枚20円以下（消費税分は除く）と定められている。2014年より以前の一般的な20円スロットの営業では1000円でメダル50枚を1単位として貸出を行う店が多かったが、消費税率の上昇に伴いメダル代への消費税転嫁が問題となったため、2014年4月に「貸玉料金に消費税相当分の上乗せを認める」旨の改正が行われており、以後は1000円でメダル47枚（21.27円/枚）や46枚（21.74円/枚）の貸出とする店が増えている。またパチンコ同様に、2000年代以降貸メダル料金を低く抑えるサービスが広まっており、当初は1枚あたり10円、低くても5円が主流であったが、現在では1〜2円/枚での貸出を行っている例もある。
パチンコとの遊技性の違いは、「ある程度の技術介入」要素が明確であり、出玉を左右しやすい点にある。つまり打ち手のレベルやテクニックによって目に見えて差が開きやすい。しかしながらシステムや遊技方法にある程度の理解が無いと遊技する上での楽しみや興奮が少なく、始めるにあたりハードルが高い、と思う者も多い。特にパチンコとの顕著な違いは「あらゆる役が当選しても、遊技者がその絵柄を決められた位置に止めないと払い出しを受けられない」という部分である（ただし本来は、パチンコでも、役が当選しても、開放した入賞口に玉を入れられなければ払い出しを受けられない部分は同じである）。そのため、ボーナスや小役は基本的に遊技者が止める必要がある。
4号機が発売されていた時期はパチンコのホールをパチスロ専用のホールとして改装する店が多くあった。これはパチスロの演出の変化により店内のBGMや放送及び照明がパチンコのものと両立しなくなってきたためである。もちろん当時のパチスロ人気の高騰も原因の一つだった。これはパチンコの出玉に関する規制が一時厳しくなったために、より爆発力の大きいパチスロに客が流れたことに原因があった。しかし5号機の時代に入りパチスロの出玉規制が強化されたため、一旦はパチスロブームが下火になったが、2010年頃からART機種の台頭により再度人気が盛り返しつつある。
このことからもわかるように、遊技者は大量のコインを短時間で獲得できるような仕様のパチスロ機を求め、設置するホールも客の求める機種を多く設置するため、メーカーもそのような機種を発売する。そのために常にギャンブル性（射幸性）の高さが問題となり、そのたびに当局より規制を受けることになる（後述参照）。
三重県では全国的にパチスロが普及した後も、公安委員会がパチスロの導入を認めないという理由でパチスロ台が1台も稼動していない状況が続いていたが、2000年にはパチスロの導入を認める方針に転換し、同年7月より三重県内でもパチスロが一斉に導入された。
2005年、これまでのメダルではなく、パチンコ玉にて遊技するパチスロ機（通称「パロット」）がSANKYOから登場。メダル3枚に相当するパチンコ玉15発が一回の遊技代となる。しかし、設置台数はほとんど増えず、パロットはほとんど見ることがなくなった。また、筐体の変化も様々で、床置きタイプの筐体なども少ないながら存在した（箱型以外のパチスロ機はホールには現存しない）。
パチンコにも共通する内容ではあるが、ホールから撤去されたパチスロ台を一般ユーザー向けに再販を行う市場が存在する。これらは一般的に家スロと呼ばれる物であり、個人のユーザーが過去に設置されていた台を収集して遊技を行ったり、インテリアとして設置が行われている場合がある。

## 進化と変遷

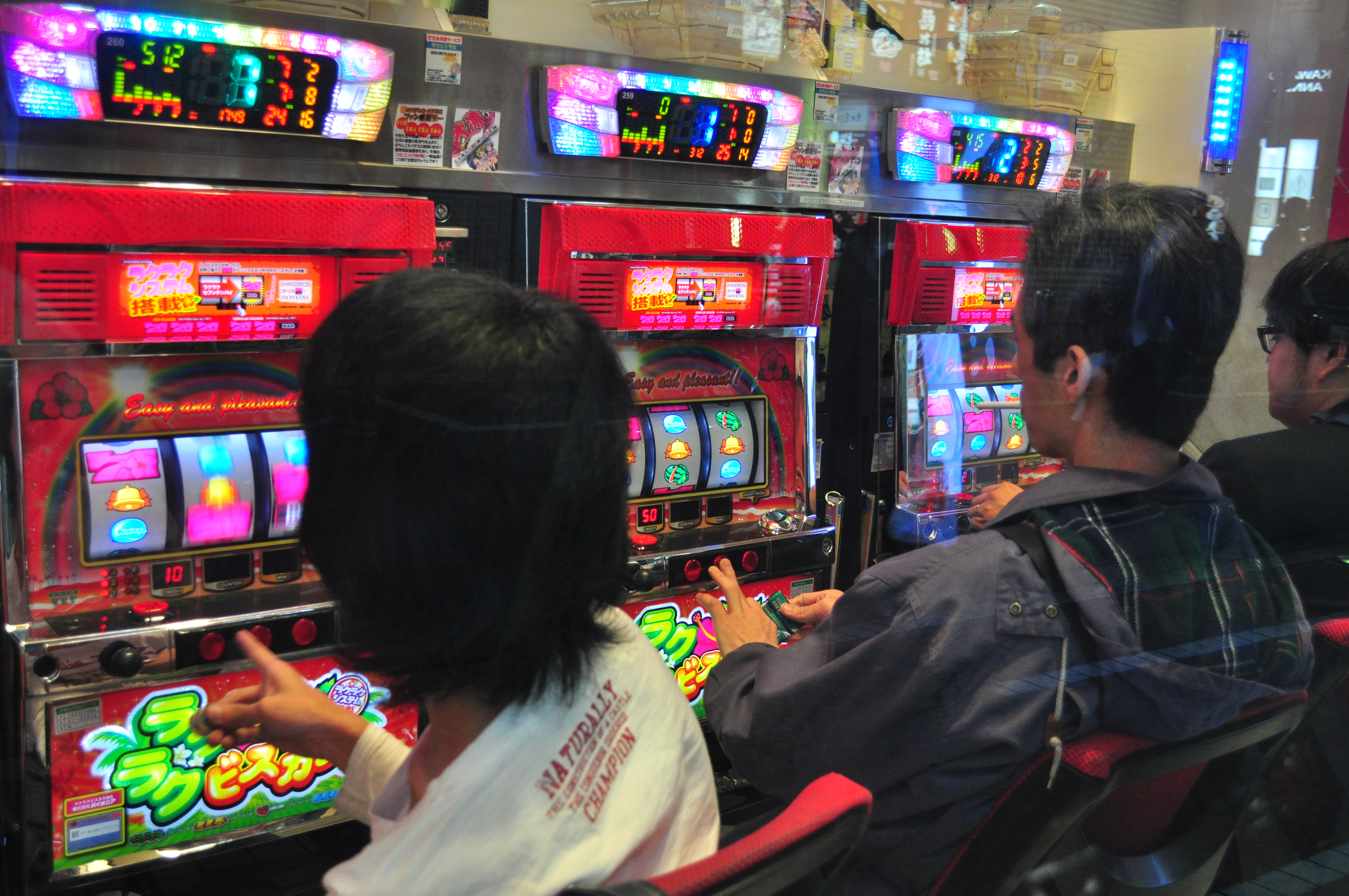
パチスロを遊技する人々
（東京都新宿区）

### 前史
1964年、日本初の回胴式遊技機が風俗第7号営業の認可を受け、ホールに設置された。スロットマシン型のこの遊技機は、日本で同年に開催された東京オリンピックに因んで「オリンピア」と名づけられた。ゲーム機メーカーのセガは、同業の太東貿易（現タイトー）と共同会社である「株式会社オリンピア」を設立、セガがかねてより製造していたスロットマシンを応用した製品の製造を担当し、販売営業を分け合った。なお、この会社は現在は存在せず、現存するパチンコ・パチスロメーカーの株式会社オリンピアとは関係がない。
オリンピアでは、1ゲームに投入できるメダルは1枚、絵柄の組み合わせの有効ラインは1つで、ボーナスゲームはなかったが、後続機種であるニュー・オリンピア以降は、特定の絵柄が揃うと、以降の7ゲームは、第1リールに特定の絵柄が出現するだけで10枚のメダルが払い出されるボーナスゲームが付加された。
以下、代表機種については検定審査通過順に記載する

### 0号機
オリンピアに始まる回胴式遊技機の人気はほどなくして下火となるが、1977年7月、マックス商事より「ジェミニ」が発売され、アメリカンパチンコ（アメパチ）と言う呼び名で再び台頭し始めた。
「ジェミニ」では、1ゲームに投入できるメダルは最大3枚、絵柄の組み合わせが有効となるラインは、メダル3枚を投入した場合、上段、中段、下段、右下がり、右上がりの5ラインとなった。
「ジェミニ」の筐体や主要部品には、米国のゲーミング機メーカーであるバリー社の製品が流用されており、それらの部品は、同業者の組合を作って業界を成立させる目的から同業他社にも供給された。そのため、当時のパチスロは、従来のパチンコ店の事情を考慮したサイズになっておらず、パチンコ店がパチスロを新規に導入する場合は、パチンコ台を設置する枠を撤去する必要がままあった。パチンコ台の枠に設置できるパチスロ筐体は、1980年のパチスロパルサー（尚球社）あたりから確立し始める。
この頃、すなわち1985年に施行された風適法以前に作られたパチスロ機は、後に0号機と呼ばれるようになる。基準など無かった時代なので、極端にスベリの有るものや、反対にスベリの少ないものがあり、目押しの出来るプレイヤーにとっては攻略の対象になった。リールもギアで動くものだった機種では、窓を押さえることでリールを止めることができたものもあった。
役は、ボーナスゲームと小役ゲームのみで構成され、一度ボーナスゲームが当たると次回のボーナスゲームが高率で当たるようになっていた。ただし、機種や絵柄によっては、単発で終わるボーナスゲームが存在したり、抽選などの要因により打ち止めに達する前に通常状態に戻る（パンク）場合もあった。また、連チャンの規制も無かったので荒い波を持った機種もあった。
当時の営業方法は定量制で、一定数のメダルを払い出すと「打ち止め」とされ、強制的に遊技を終了させるのが一般的であった。賞品との交換率も、10枚交換などというホールが珍しくなかった。メダルサンドもまだなく、紙で棒金状に包装した50枚のメダルをカウンターで1000円で貸し出していた。今でも高年齢の人が1000円を1本と呼ぶことがあるのはこのときの名残である。また、メダル貸し出し単価や機械仕様が統一されておらず、都道府県ごとに異なるレートが適用されていたり、それに合わせて打ち止め枚数などの仕様が異なっていたりした。都道府県ごとに規制が異なったため、0号機では、同一機種でも隣の県では異なるゲーム内容となっていた。
- 代表機種：パチスロパルサー（尚球社）、リバティベル（ユニバーサル販売）

### 1号機
1985年、パチスロに新風営法に基づいた全国統一認定基準が定められ、1号機が登場。現在のボーナスシステムと同等のゲーム性を搭載した。
- 代表機種：アメリカーナXX（ユニバーサル販売）、パルサーXX（日活興業）、プラネット（山佐）

#### 1.5号機
不正改造対策により登場。Aタイプのみ存在。純増方式のみで、約360枚で打ち止めとなる。ボーナス終了時に打ち止めとなるのは0号機時代の名残である。
- 代表機種：ニューペガサス（パル工業）、ファイアーバード7U（瑞穂製作所）、トロピカーナ7X（メーシー販売）

### 2号機
1988年に2号機が登場。ボーナスの抽選方法が完全確率方式に統一され、吸い込み方式などは全廃された。コインを50枚まで貯留できるクレジット機能が採用されて操作性が向上したうえに、シングルボーナスや集中役など新しい遊技機能が許可されたことにより、ゲーム性が従来と比較して格段に向上した。その一方で、1ゲーム4秒（3号機以降は4.1秒）の規制が加わり、スピーディなプレイが難しくなった。
- 代表機種：センチュリー21（瑞穂製作所）、アニマル（アークテクニコ）、アラジン（開発：サミー、販売：ニイガタ電子精機）、スーパーバニーガール（オリンピア）

### 3号機
1990年に3号機が登場。2号機のギャンブル性を抑えた仕様であり、人気のあった集中役に対する規制が強化された。しかしゲーム性が画一化されたことにより、結果的に基板の交換やRAMの書き換え（いわゆる「注射」）などによる違法な状態（裏モノ）での営業が蔓延し、一部の機種を除いてほとんどが裏モノ化される地域もあった。それへの対処として大規模な基板改修や再封印が行われた結果、パチスロ人気は急落した。また検定取り消しになった機種もあったが法的な拘束はなく、4号機から5号機への移行のように即時に撤去されることはなかった。末期にはCR機の試作機も作られたが、さまざまな障壁により、製品化は2006年に発売された『CSスロ原人』（アビリット）まで待つことになる。
- 代表機種：スーパープラネット（山佐）コンチネンタル（瑞穂製作所）、リノ（ニイガタ電子精機）、ドリームセブン（高砂電器産業）、デートライン銀河II（興進産業）、ワイルドキャッツ（アークテクニコ）、アラジンII（サミー工業）

- 検定取り消し機種：コンチネンタル、ワイルドキャッツ、セブンボンバー（バルテック）

### 4号機
1992年に4号機が登場。3号機よりもコイン持ちをよくするために、再遊技（リプレイ）が新たに搭載されるようになった。フラグ告知機能も許可されたが、当初はあまり活用されなかった。他にも、オートリセット機能（3号機まではビッグボーナス終了のたびに店員を呼んでリセットをしてもらう必要があった）の搭載、払い出しに関係のない絵柄（多くの機種における中・右リールのチェリーなど）も4号機から認められている。さらに、ビッグボーナスに「期待値方式」を採用し、獲得枚数が毎回変化するようになったことも特筆される。また、3号機までは1メーカーにつき2機種までしか販売が許可されなかったが、4号機からは何機種でも販売できるようになっている。ビッグボーナス中に3回のJACゲームが入賞可能なAタイプ、同じくJACゲームが2回ないし1回まで入賞可能なBタイプ、ビッグボーナスを搭載しない（レギュラーボーナスもしくは、後に登場するCTやATによって出玉を獲得する）Cタイプの区分が生まれた。

#### 4.0号機
4号機の規定の盲点をついた「小役回収打法（パチスロ情報誌の命名により、一般にDDT打法やKKK打法と呼ばれる）」「リプレイはずし」など、打ち手の技術介入度が高い機種が続々登場。「目押し全盛時代」と言われる。一方で、3号機の終焉と共に消滅したと思われた裏モノは、ギャンブル性を求めた客側と利益を上げたい店側の利益が合致し、『キングガルフ』『ビガー』『エイトマン』などが裏モノ化され、長期に渡って鉄火場を演出した。
1998年にチャレンジタイム（CT）が許可され、『ウルトラマン倶楽部3』（サミー）をはじめとしたCT機が流行。その一方で、『ジャグラー』（北電子）に代表される、リーチ目がわからなくても特定のランプが点灯すればボーナスが確定する完全告知マシンが高齢者や初心者を中心に人気を集める。
沖縄では沖スロと呼ばれる独自の機種が人気を集め、『トリプルクラウン』『シオサイ』『ハナハナ』などは、後期まで根強い人気を誇った。なお、沖スロは日本本土にも設置されたが、それらは裏モノに基板が交換されるものが多く、沖スロが完全告知であることでさらに興奮を煽っていた。
- 代表機種：ニューパルサー（山佐）、ルパン三世（平和）、クランキーコンドル（ユニバーサル販売）、タコスロ（瑞穂製作所）、ゲッターマウス（エレクトロコインジャパン）、クランキーコンテスト（ユニバーサル販売）、レッツ（メーシー販売）、サンダーV（メーシー販売）、花火（アルゼ）、ビーマックス（アルゼ）、アレックス（アルゼ）、アステカ（エレクトロコインジャパン）、大花火（アルゼ）

#### 4.1号機
完全確率をベースとした規制を受け登場した4.0号機であったが、拡大解釈により大幅な変貌を遂げることになった。2001年に初のストック機『ブラックジャック777』が登場。また、リール以外の手段を用いて演出を表示できる筐体が登場する。当初は簡易なドット絵やフラッシュが主流であったが、その後4thリールや液晶搭載機（『ゲゲゲの鬼太郎』で初搭載）の登場などで筐体そのものも大きな進化を遂げた。
その中で、最大711枚の出玉が獲得できる大量獲得機の登場やアシストタイム（AT）がブームになり、1日で数万枚（等価交換なら1万枚＝20万円）以上という、異常なまでの出玉性能を持つ機種が登場するなど、射幸心を煽る流れは加速していった。過激化する一方の出玉性能が世間で問題視され始め、『灼熱牙王』（ロデオ）が発売中止になるなど公安委員会も動きを見せる中、2002年7月に日電協は規制を自主的に改定し、「適度な射幸性を超えるおそれがあると認められる遊技機」と判定した4.0号機の一部機種を4.1号機と呼称することとした。さらに2003年には同じく改定前の「著しく射幸性が高いと認められる遊技機」と判断された機種は検定を取り消され、撤去された。
- 代表機種：ディスクアップ（サミー）、獣王（サミー）、オオガメラ（ロデオ）、猛獣王（サミー）、ハードボイルド2（サミー）、ダブルチャレンジ（ロデオ）、サイバードラゴン（山佐）
- 検定取消対象となった機種：アラジンA（サミー）、ミリオンゴッド（ミズホ）、サラリーマン金太郎（ロデオ）、コンチ4X（アルゼ）

#### 4.5号機
前述の通り射幸心を抑えるために日電協は2002年7月自主規制を改定、これ以降に審査を通過した機種を4.5号機と呼称することとした。
それまで人気を博していたAT機は事実上、審査がほぼ通らなくなり、『スーパーリノ』で初搭載されたサイレントストック型のストック機がメインとなった。4号機におけるビッグボーナスの最大獲得枚数である711枚のビッグボーナスがストック機能によって連チャンする吉宗の登場以降、同様の大量獲得＆連チャン機種が多数発売されるなど、長時間では及ばないものの短時間での出玉性能は4.1号機に負けない機種も多かった。
- 代表機種：モグモグ風林火山（ネット）、アントニオ猪木という名のパチスロ機（平和）、旋風の用心棒（ロデオ）、花火百景E（エレコ）、メフィスト（山佐）、ネオマジックパルサーXX（山佐）、ドロンジョにおまかせ（平和）、吉宗（大都技研）、スーパーブラックジャック（ネット）、信長の野望（IGT）、北斗の拳（サミー）、南国育ち（オリンピア）、リオデカーニバル（ネット）

#### 4.7号機
射幸心を抑えるために導入された4.5号機であったが、それでも十分ではないと判断され、2004年1月に規制を強化し、以降に審査を通過した機種を4.7号機と呼称することとした。
総じて4.5号機より出玉性能が抑えられているが、短期的な爆発力は登場当初の5号機と比べれば依然勝っていたため客のニーズは高く、多くの機種が検定期間満了まで設置された（全ての4号機が撤去されたのは2007年9月30日である）。また、パチンコ店からは撤去されたものの、人気の高かった4号機の多くは若干の改造を加えられるなどしてゲームセンターなどで新たにメダルゲーム機として転用された（いわゆる七号転用機）。
- 代表機種：カイジ（ロデオ）、主役は銭形（平和）、鬼武者3（ロデオ）、鬼浜爆走愚連隊（銀座）、押忍!番長（大都技研）、夢夢ワールドDX（SANKYO）、麻雀物語2（平和）、アラジン2エボリューション（サミー）、俺の空（ロデオ）、秘宝伝（大都技研）、北斗の拳SE（サミー）

### 5号機
2005年登場。事実上、射幸性が高くなりすぎた4号機への規制を意図した要件改定のため、検定基準も厳しくなり出玉性能が大幅に制限された。
短時間での出玉制限やボーナスのストック機能が禁止されるなど出玉の波が穏やかになり、4号機時代のような大量獲得も不可能になったように思えたが、2006年5月発売の『ボンバーマンビクトリー』に初めて搭載され、その後流行したリプパンはずしや、ノーマルタイプに代わり主流となったART機種、AT機種など波の荒い機種が次々と開発され、4号機と比較して引きに左右されるほか獲得に時間はかかるものの、万枚、果ては2万枚クラスも獲得可能な機種も登場している。
- 代表機種
  - ノーマル機
    - シェイクII（大都技研）、新世紀エヴァンゲリオンシリーズ（ビスティ）、アイムジャグラーEXほかジャグラーシリーズ（北電子）、ニューパルサーVほかパルサーシリーズ（山佐）、クレアの秘宝伝シリーズ（大都技研）、「A PROJECT」シリーズ（アクロス）、一連の沖スロ台

  - ART機
    - 2007年：2027（JPS）、パチスロ戦国無双（山佐）、赤ドン（ミズホ）
    - 2008年：パチスロキン肉マン（山佐）、ウルトラマン・ザ・スロット（山佐）
    - 2009年：パチスロ交響詩篇エウレカセブン（サミー）
    - 2010年：新鬼武者（ロデオ）、パチスロ蒼天の拳（サミー）、緑ドン VIVA!情熱南米編（エレコ）
    - 2011年：秘宝伝〜封じられた女神〜（大都技研）、ミリオンゴッド 〜神々の系譜〜（ミズホ）、パチスロモンキーターン（山佐）、押忍!番長2（大都技研）、パチスロ北斗の拳 世紀末救世主伝説（サミー）
    - 2012年：パチスロ鉄拳2nd（山佐）、パチスロモンスターハンター（ロデオ）、バジリスク 〜甲賀忍法帖〜II（メーシー）
    - 2013年：ぱちスロAKB48（京楽産業.）、SLOT魔法少女まどか☆マギカ（メーシー）
    - 2016年：SLOT魔法少女まどか☆マギカ2（メーシー）
    - 2017年：押忍!番長3（大都技研）、聖闘士星矢 海王覚醒（三洋物産）
    - 2018年：パチスロ ディスクアップ（銀座）

  - AT機
    - 2012年：パチスロ聖闘士星矢（三洋物産）、秘宝伝〜太陽を求める者達〜（大都技研）
    - 2013年：パチスロ北斗の拳 転生の章（サミー）、吉宗（大都技研）、パチスロ交響詩篇エウレカセブン2（サミー）
    - 2014年：アナザーゴッドハーデス - 奪われたZEUS Ver.（ミズホ）、押忍! サラリーマン番長（大都技研）、蒼天の拳2（サミー）、バジリスク 〜甲賀忍法帖〜絆（エレコ）、沖ドキ!（アクロス）、モンスターハンター 月下雷鳴（エンターライズ）
    - 2015年：ミリオンゴッド 〜神々の凱旋〜（ユニバーサルブロス）

### 6号機
2018年登場。5号機より検定基準が厳しくなり、短期～長期出玉率各項目の上限が抑えられ、出玉性能が更に制限された。
一方で、5号機にはなかった短期～中期の出玉率の下限も設定されたことから、吸い込み速度は幾分抑えられ､その代わりとしてART/AT中の純増が3枚/毎ゲームという自主規制が撤廃､瞬間的な出玉速度は4号機のAT時代に並ぶ純増10枚という機種も実際に複数登場した｡
6号機初期より、有利区間の制限や解釈変更などが繰り返されて非常に流動性が高い状況となっていたが、6.5号機が登場した2022年以降は出玉性能が評価されて、人気が確立された状況になりつつある。

### スマスロ
2022年登場。遊技にメダルを使用しない「メダルレス機」であることが特徴だが、それ以外にも出玉性能などが6.5号機と比べても向上している。

## 様々な規制の余波
2002年以降、出玉上の規制が行われ、スペックの変化は様々であるが、出玉設計以外の分野においても規制の余波が届いている。
なお､下記に記載される規制については各都道府県や地域による温度差が非常に大きく全国一律の規制ではないことに留意を要する｡

### ホール営業
原則的に「来店客に対し、射幸心を煽る店内行為」が自粛されている。
過剰なアナウンスの自粛
プレイヤーの射幸心・期待度を煽るアナウンスが自粛された。空き台の案内や風営法による規制案内が主流となっている。
出玉公開・写真の廃止
かつては大量獲得者は写真と共に店内に掲示されたりしたが、獲得者が強盗犯罪等に巻き込まれる可能性から、最近ではほぼ見られない。
イベントの抑制、禁止
かつては営業時間中であっても設定変更を実施したり、閉店前に設定キーを挿して客に設定を見せるサービスがあったが、その後設定を断言するなどの行為が自粛される。その代わりに「（設定を）上げ・キープ」、「爆裂札」、「ゴロゴロ（5656）祭」、「エビアン（海物語シリーズの5・6絵柄であるエビとアンコウ）祭」、「ドラゴンボールの星の数で告知」などの手法をとり、建前上は告知を行っていないという姿勢をとる店が多かった。また、これを逆手に取り嘘の設定を告知するホールもあった。
さらに、2011年8月1日より風営法が厳格運用され、上記のような告知方法はもとより、特定機種を推奨するイベント（○○の日といったもの）や、設定を示唆する告知（ゴールド、MAXといったもの）に関しても全国的に禁止されるようになった。その後ホームページ、電子メール、ブログなどを使って暗に告知する店も見られたが、2012年夏頃、当局からの指導により改めて徹底された。
その後は建前上､ホールは関与していない形で第三者媒体(主に雑誌やYouTuberなどの演者)による来店イベントが全国的に主流となったが､こちらも宣伝に当たるとして2018年頃より各県警により規制が実施され､2022年現在では同一の媒体でも具体的な店名を告知する地域もあれば大まかな地域名しか公表しない､全く公表しないなどと地域による温度差が非常に大きい状態にある｡
店員による目押しサービスの禁止
目押しをすることが出来ない客のために、ボーナス図柄を揃える場合に限り店員が目押しして図柄を揃えることが一般的に行われていたが、2011年8月からの風営法厳格運用により同行為が全国的に禁止された。なお、直接停止ボタンを押さずに、筐体を手で叩くなどしてボタンを押すタイミングを教える店は存在する。
等価交換の禁止
2011年10月1日より、大阪府内のパチンコ店組合の申し合わせにより、射幸心を著しく煽るとし、等価交換が全面禁止となった。スロットにおいては、交換率は最高で5.6枚あたり100円（1枚≒17.86円）と定められている。2014年以降、消費税増税に伴いその他の都道府県でも等価交換禁止の動きが広がっている。
しかしながら等価交換が可能かどうかについては都道府県別の条例なども影響し､2022年現在でも等価交換の地域が複数存在している｡
営業時間の厳守
開店・閉店時間が厳格に守られるようになった。閉店時間に客が完全に退店していなければならなくなり、その結果、遊技を終了する時間が閉店時よりも早まっている（10～15分前）ので、その時間を計算して遊技を終了しないと、ボーナスやARTを取りきれずに終わらなければならないこともあるので注意が必要である。実際閉店の10～15分前に店員の手によって強制的にプレイ終了となるケースがほとんどである。また、混雑緩和のために開店時間前に客を入場させ、開店時間より遊技開始とする店も存在したが、客の入店も開店時間からしか認められなくなった。

### 5号機移行後における業界の動向
2007年10月から、すべての遊技場（パチンコ店やパチスロ専門店）に設置できる機種は5号機のみとなり、4号機は設置できなくなった。しかしながら、4号機での『北斗の拳』→『北斗の拳SE』、『吉宗』→『押忍!番長』『秘宝伝』への入れ替えのように、一気に十台単位で入れ替えるという傾向は見られず（4号機ジャグラーシリーズから『アイムジャグラーEX』への入れ替えは除く）、メーカーによっては4号機の下取り、新たなリースプランの導入などで入れ替えの経費を押さえ、促進しているにもかかわらず、数台ずつ導入していく店がほとんどであった。なかには、シマを改造してパチンコ台に入れ替えたり、ベニヤ板で台の入っていた場所をふさいで総台数を減らしたりするところもあった。
4号機人気によってパチスロ専門店として改装・開店した店が、再びパチンコとの併設店（甚だしい場合はパチンコ専門店）に戻ったり、パチスロ専門のゲームセンターへの移行や店自体を廃業したりする例も見られた。2号機以前から営業していたような老舗の閉店も相次ぎ、一時は深刻な事態となった。2007年4月27日に業界第6位のダイエー（本社・会津若松市）が東京地裁に民事再生法の適用を申請したことをはじめ、2007年度のパチンコ店倒産件数は前年比37.1％増の大幅増加となり、同年度パチスロ機市場規模（メーカー売上高ベース）が2007年度（5009億円）比51.6%減の2423億円に落ち込むなど、パチスロを取り巻く環境は一気に厳しくなった。パチスロ専門店の店舗数も2006年の2,086店をピークに減少傾向が続き、2010年には903店とピーク時の半分以下に落ち込んでいる（パチンコ店#店舗数も参照）。
また2007年秋以降、一部のパチスロ店で4号機以前のパチスロ機を意図的に撤去せずに設置し続ける例や、4号機以前の台を並べた無許可営業店（俗に「闇スロ」、「地下スロ」などと呼ばれる）が現れており（このような店では、貸メダル1枚の単価が100円を超えるような高レート営業が行われることもある）、これについての摘発事例も報道されている。地下スロについては暴力団が関与している疑いも浮上している。また、2010年頃に「金スロ」と称した金箔カードの自動販売機なるものが登場。これには4号機のパチスロ台が接続されており、金箔カードを購入するおまけとしてパチスロを遊技することができ、ボーナスを当選すると金箔カードが更に貰え、金箔カードは併設の古物店で現金で買取ってもらえるいう物である。発案者はあくまで自動販売機であり合法であるとしているが、2013年に風営法違反で摘発されている。詳しくは当該項目を参照されたい。
一方、5号機も2008年に行われた規制緩和と、それによってART機を中心に多様な機種が投入されたこともあり、2010年5月にはパチスロ設置台数が久々に前月比で増加に転じ、警察庁調べによるパチスロの設置台数も2010年には久々に対前年比でプラスとなるなどパチスロ市場が底入れし、その後のART機の隆盛を背景にパチスロ機の増台が続き、パチンコ機のシマをパチスロに転換するという逆転現象が起こるようになるなど、一転してパチスロ市場は活況を呈した（パチンコ店#設置台数も参照）。
2022年以降ではパチンコが規則改定により1時間で4万発､5万発の出玉獲得が可能な機種が複数登場しているにもかかわらずパチスロ側は大きな技術的な革新や規制緩和が無く､下火が続いている状況であったが2022年後半より登場した6.5号機により遊技者が投入した枚数+2400枚の上限値を払い出すことが可能となったこと、更に管理ユニットを搭載したメダルレスのスマスロに限り有利区間に関する規制の緩和が実施されたことによりパチスロにも短時間で大量獲得が可能な機種が複数登場、また4号機時代に大ヒット機種であった北斗の拳のリメイク作品も登場したことによりそれまでパチスロから引退していたスリープ層がホールに戻るなど、盛り上がりを見せている。

## 営業方法

### 1号機〜2号機時代
このころは1回交換や定量制の営業が多く（無制限営業もあったが現在よりも割合は低い）、交換率も等価交換〜8枚交換まで様々なバリエーションがあった。このころはパチスロだけではなくパチンコでも1回交換やラッキーナンバー営業、定量制の営業が多かった。
当時は等価〜6枚交換は無制限営業、7枚交換以下は1回交換が多い。

### 3号機〜4号機時代
このころになると店側のモーニングサービスやスペック上の問題等から営業形態は1回交換や定量制から無制限へ移行。店側のモーニングサービスがイエローキャンペーンで事実上廃止された後も店側は1回交換へ戻ることはなく無制限営業が事実上定着した。以後5号機時代へ突入した現在も無制限営業が主流である。交換率も同様にそれまで6枚交換や7枚交換等で営業していたホールが等価交換等へ移行する現象が見られた。しかし高設定イベント等では1回交換を行う店もあった。

### 5号機時代
5号機時代になって、従来のメダル1枚20円から5円ないし10円に単価を下げた営業も見られるようになった。最近はさらに単価を下げた2円単価（2スロ）、更には1円単価（1スロ）も存在する。一方で、消費税率の引き上げによりメダル単価を上げる事例も見受けられ、2014年4月に施行された消費税率8％化にあわせた1000円あたり47枚（1枚約21.27円）営業のほか、2019年10月に施行された消費税率10％化にあわせた1000円あたり46枚（1枚約21.74円）といった営業も見受けられる。
5号機は機種ごとにボーナスでの獲得枚数に違いが出るバリエーションの豊富な機種が生まれた（0枚〜448枚）またRT（リプレイタイム）やART（アシストリプレイタイム）の登場もあり、イベント以外で1回交換という営業は見られなくなった。4号機の時代に比べて、射幸心を煽るような営業方法は自粛されるようになってきている。

## 日本国外におけるパチスロ
パチスロは日本国内だけではなく国外にも存在する。これらは基本的に日本で開発された台を利用したものである。そのまま利用していることもあれば何らかの改造を受けている物もあり､台湾等の一部ではあるが完全にオリジナルの機種が存在することが確認されている｡
韓国では、ソウル市内を中心に多数の店舗が存在していた。説明書きなどはハングルに直されている場合もある。機種は古いものでは『大花火』、新しいものでは『ヒデキに夢中!!』まで確認されている。店の規模は40-50台程度のところが多く、ほとんどの店は韓国の法律に照らすと不法営業である。貸しコインは1万ウォン（約750円）で90枚貸してくれ、交換するときは100枚で1万ウォン分の商品券をくれる。そのまま使えば1万ウォンは1万ウォンだが、現金に（それなりに堂々と）変えてくれるお兄さんを通すとそこから更に10%引かれるので、交換率で言うと6.3枚交換程度になる。
2006年末に「韓国版パチンコ機」ともいえるメダルチギが非合法化されたため姿を消した。
北朝鮮では、平壌市にあるボウリング場「平壌ゴールドレーン」の中にもあり、日本と同様景品と交換できる。モンゴルでは、ウランバートル市内で数店舗が営業を行っている。
台湾では、台北市など除いた一部の地域に電子遊技場(ゲームセンター)においてビデオスロット､バカラ等とともにメダルゲームの一種として運用されている｡中には日本のパチンコ､パチスロを専門に設置し日本のパチンコ屋顔負けの営業を行う大規模店舗も存在する｡現金への交換は法律で禁止されているが、景品への交換については合法とされており再プレイを目的とした特殊景品への交換が可能｡しかしながら現実問題として特殊景品から現金への換金を行う店舗が後を絶たず､度々摘発が行われている｡
台湾のパチスロの市場規模は日本に次いで大きく､2018年に入りエマがめんそーれ及びイミソーレ30を台湾向けに再販を行う他､台湾バージョンと謳う特殊な基盤の販売を開始した｡
日本国内のパチスロは5号機に移行したため、4号機以前のパチスロ台は2007年秋までに撤去されたことにより、一部業界関係者は「海外のカジノ等で、日本人客を対象に旧式のパチスロ機による営業を行うところが増えるのではないか」との声もある。ただし、同一のゲーム性のままでカジノに設置することが不可能な国や地域も多い。例えば、ラスベガスなどではスロットマシンにストップボタンを設置することが出来ない。
日本国外では、日本における保安通信協会（保通協）や公安委員会による検定制度に相当する制度が存在しない、あるいは制度が存在しても検定基準が異なるといった理由から、台に改造が加えられゲーム性が当該機種本来のものと異なる（いわゆる「裏モノ」化している）可能性があり、各国においてパチスロを打つ場合は注意が必要である。
アルゼやIGTやエマは、一部パチスロ機の海外バージョンを正式発売している。ただし、デザインはパチスロと同じだがゲーム内容はスロットマシンのものとなっているものや台湾仕様として日本で販売されていた機種とは異なった挙動を示すものもある。アルゼは、かつてはパチスロ筐体と同じ筐体（ただし、沖縄仕様のアップライト型）からストップボタンを除去した筐体を使用していたが、現在は海外ではオリジナルの筐体を使用している。

## 日本のパチスロメーカー一覧
すべて五十音順。

### 現存するメーカー
括弧内の名称は略称・通称・ブランド名。同一グループに属するメーカーは主メーカーのところにまとめて《》囲みで掲載している。
- エマ
- SNKプレイモア ※2015年にパチスロ事業より撤退、企業自体は現在のSNK（2代目法人）
- エンターライズ 《アデリオン》※カプコングループ
- オーイズミ
- オリンピア 《平和・アムテックス・オリンピアエステート》
- 岡崎産業
- 北電子
- 京楽産業. 《オッケー.》
- クロスアルファ《スパイキー・七匠・新日テクノロジー・エフ》※フィールズグループ、七匠は大一商会との合弁企業
- コナミアミューズメント 《KPE》※コナミグループ、KPEは日電協から脱退
- サミー《銀座・ロデオ・タイヨーエレック》（セガサミーグループの中核事業子会社）
- Sansei R&D
- SANKYO《ビスティ・ジェイビー》
- 三洋物産《SunThree》
- JPS
- JIN
- 清龍ゲームジャパン
- ソフィア
- 大都技研《パオン・ディーピー・サボハニ｠※大都販売グループ
- DAXEL ※ダイコク電機グループ
- 大一商会《ディ・ライト》
- デンケン販売
- ニューギン 《EXCITE》
- ネイチャーアセスメント
- ネット｟カルミナ・オーゼキ｠
- パイオニア
- バルテック
- 藤商事｟JFJ・オレンジ｠
- ベルコ《ヤーマ》
- ボーダー
- マツヤ商会（MATSUYA）
- 山佐ネクスト｟山佐・セブンリーグ｠
- ユニバーサルエンターテインメント 《エレコ・ミズホ・メーシー・ACROSS・ユニバーサルブロス》※ユニバーサルエンターテインメント自体は2015年を以て日電協から脱退

### かつて存在したメーカー
- アイジーティージャパン（IGT Japan）
- アークテクニコ
- アクト技研
- アスワン東京
- イレブン
- エール
- クリエイトツーワン
- コルモ
- タイヨー
- デージー
- トリビー
- ナコル
- ニイガタ電子精機
- 西陣
- 日本回胴式遊技機工業（JSI）
- ハイライツ・エンタテインメント
- パル工業
- バンガード
- パラジェーピー
- ファースト
- 藤興
- マックスアライド
- ラスター《ウィンネットテクノロジー》
- リックコーポレーション
- ユニオンマシーナリ

### 社名変更したメーカー
- アリストクラートテクノロジーズ→クロスアルファ
- エイペックス→トリビー
- エーアイ→大都技研
- エレクトロコインジャパン（ECJ）→エレコ
- 興進産業→テクノコーシン→ラスター
- コナミパーラーエンターテインメント→KPE
- サミー工業→サミー（旧会社は現在のセガサミーHDおよびサミーネット）
- 尚球社→岡崎産業
- 大東音響→藤興
- ダイドー→ビスティ
- 高砂電器産業→アビリット→高砂電器産業→コナミアミューズメント
- 日活興業→ネット
- バークレスト→ロデオ（RODEO）
- 瑞穂製作所→ミズホ
- メーシー販売→メーシー
- ユニバーサル販売→アルゼ（※遊技機筐体の製造子会社を吸収合併）→ユニバーサルエンターテインメント（旧ARUZE、現UNIVERSAL）